# Littorophiloscia occidentalis
Littorophiloscia occidentalis är en kräftdjursart som först beskrevs av Franco Ferrara och Stefano Taiti1983.  Littorophiloscia occidentalis ingår i släktet Littorophiloscia och familjen Philosciidae. Inga underarter finns listade i Catalogue of Life.